# Linda Greenhouse

Linda Joyce Greenhouse (nascida em 9 de janeiro de 1947) é a Knight Distinguished Journalist in Residence e Joseph M. Goldstein Senior Fellow na Yale Law School. Ela é uma repórter liberal / progressista vencedora do Prêmio Pulitzer que cobriu a Suprema Corte dos Estados Unidos por quase três décadas para o The New York Times.

## Início da vida
Greenhouse nasceu em Nova Iorque, filha de Robert H. Greenhouse e Dorothy (nascida Greenlick). Ela recebeu seu diploma BA em ciência política do Radcliffe College em 1968, onde foi eleita para a Phi Beta Kappa. Ela recebeu seu mestrado em Direito pela Yale Law School em 1978.

## Carreira
Greenhouse começou sua carreira de 40 anos no The New York Times cobrindo o governo do estado no escritório do jornal em Albany. Depois de concluir seu mestrado com uma bolsa da Ford Foundation, ela voltou ao Times e cobriu 29 sessões do Supremo Tribunal de 1978 a 2007, com a exceção de dois anos durante os meados da década de 1980 nos quais ela cobriu o Congresso. Desde 1981, é autora de mais de 2.800 artigos para o The New York Times. Ela tem sido uma convidada regular no programa da PBS Washington  Week.
Em 2008, Greenhouse aceitou uma oferta do Times para uma aposentadoria antecipada no final daquela da sessão da Suprema Corte no verão de 2008. Sete dos nove juízes participaram de uma despedida para a Greenhouse em 12 de junho de 2008. Ela continuou escrevendo para o Times na seção Opinionator até 2013, quando passou a ter uma coluna sobre a Suprema Corte e direito na seção de opinião do periódico.

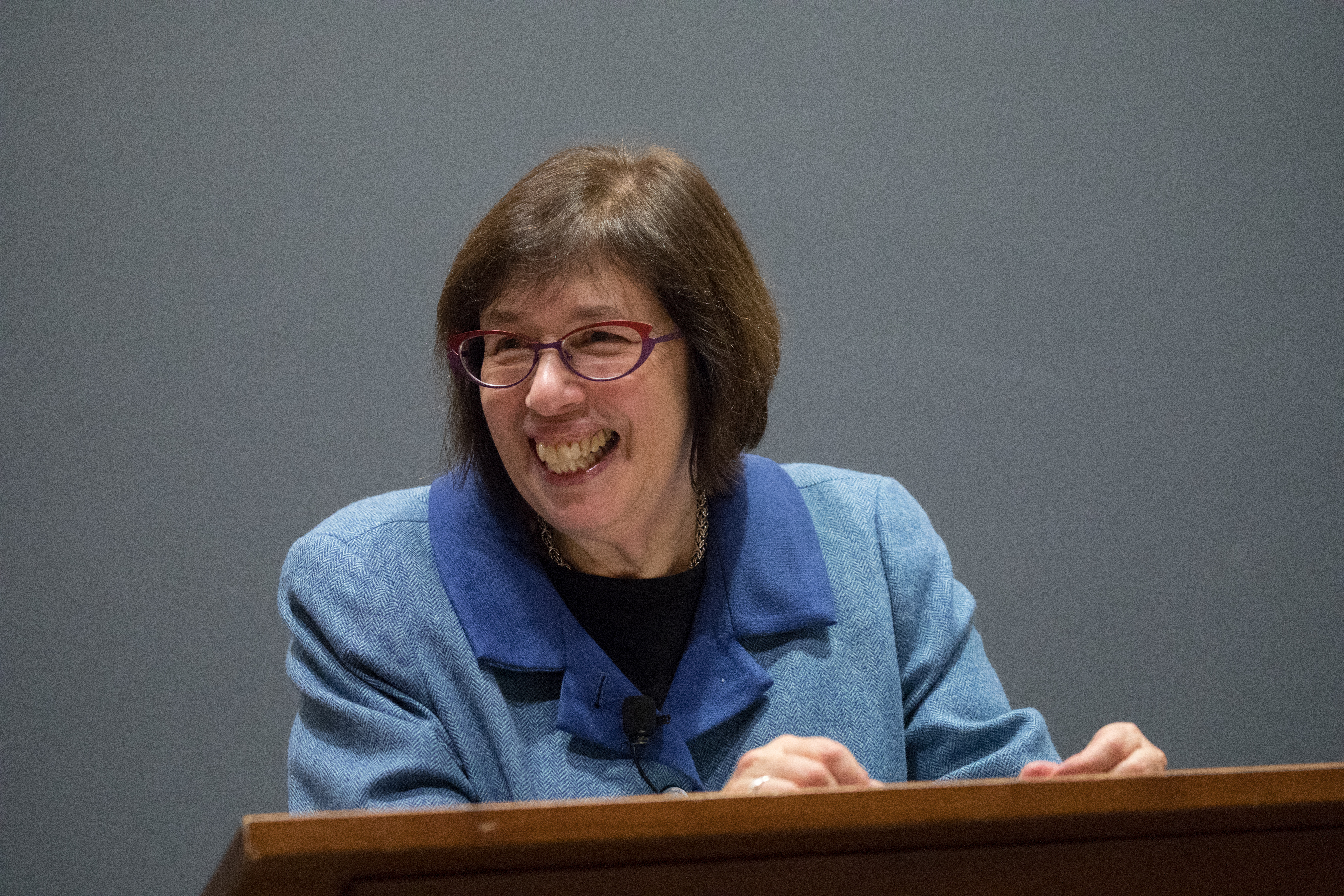

Em 2010, Greenhouse e a co-autora Reva Siegel publicaram um livro sobre o desenvolvimento do debate sobre o aborto antes da decisão de 1973 da Suprema Corte sobre o assunto: Before Roe v. Wade.
Greenhouse criticou políticas e ações estadunidenses a respeito da Prisão de Guantánamo, Abu Ghraib e Hadita em um discurso em 2006 na Universidade Harvard. No mesmo discurso, Greenhouse citou que chorara alguns anos atrás em concerto de Simon & Garfunkel, refletindo que sua geração não tinha feito um melhor trabalho liderando o país do que as gerações anteriores.

### Prêmios e distinções
Greenhouse ganhou  Prêmio Pulitzer em Jornalismo em 1998 "por sua consistentemente iluminadora cobertura da Suprema Corte dos Estados Unidos."  Em 2004 ela recebeu o Goldsmith Career Award for Excellence in Journalism e o John Chancellor Award for Excellence in Journalism. Ela foi uma das ganhadoras da Radcliffe Institute Medal em 2006.